# بازار شلوغ (فیلم ۱۹۸۸)
بازار شلوغ 
(به تلوگویی: Bazaar Rowdy) یا خیابان آدم کودن (به انگلیسی: Brother-in-law liked it) فیلمی هندی محصول سال ۱۹۸۸ و به کارگردانی ای. کودوندراما ردی است. در این فیلم بازیگرانی همچون رامش بابو، نادیا، گائوتامی، سیتا، ماهش بابو و کوتا سرینیواسا راو ایفای نقش کرده‌اند.